# Storm Girl
Storm Girl est un film muet américain réalisé par Francis Ford et sorti en 1922.

## Fiche technique
- Réalisation : Francis Ford
- Scénario : Elsie Van Name, d'après sa nouvelle
- Production : Morris R. Schlank
- Durée : 50 minutes
- Date de sortie :
  - États-Unis : 1er novembre 1922

## Distribution
- Peggy O'Day : Patsy
- Francis Ford : Dr Blake
- Philip Ford : Lewis Lester